# Spiroctenus pilosus
Spiroctenus pilosus är en spindelart som beskrevs av Tucker 1917. Spiroctenus pilosus ingår i släktet Spiroctenus och familjen Nemesiidae. Inga underarter finns listade i Catalogue of Life.